# Usta-Kreischeule
Die Usta-Kreischeule (Megascops watsonii usta) ist eine Unterart der Watsonkreischeule aus der Familie der Eigentlichen Eulen. Sie kommt ausschließlich in Südamerika vor.

## Erscheinungsbild
Mit einer Körpergröße von etwa 23 bis 24 Zentimetern ist die Usta-Kreischeule innerhalb ihrer Gattung eine mittelgroße Art. Sie weist große Ähnlichkeit mit der Watsonkreischeule auf, hat jedoch ein etwas rotbrauneres Gefieder. Der Scheitel ist fast schwarz. Die Körperunterseite weist auffällige dunkle Längsstreifen auf. Die Federohren sind mittelgroß. Zwei Farbmorphen existieren, die sich durch ihre Körperunterseite unterscheiden. Die dunkle Farbmorphe hat einen rötlichbraun gefärbten Bauch, während die hellere am Bauch fast weißlich ist. Die Augen sind dunkelgelb bis braun.
Neben der Watsonkreischeule kann die Usta-Kreischeule mit der Tropenkreischeule verwechselt werden. Diese besiedelt aber mehr Waldränder und Lichtungen, hat gelbe Augen und kürzere Federohren. Die Rio-Napo-Kreischeule ist auf der Körperunterseite stark getupft und hat sehr kurze Federohren.

## Verbreitung und Lebensraum
Die Usta-Kreischeule kommt im Tiefland Kolumbiens, Ecuadors, Peru und Brasilien vor. Sie besiedelt auch den Norden Boliviens. Sie ist ein Standvogel, der überwiegend primäre Regenwälder als Lebensraum nutzt. Sie hält sich grundsätzlich eher im Waldesinneren auf.

## Lebensweise
Die Usta-Kreischeule ist eine nachtaktive Eulenart. In ihrem Verhalten gleicht sie anderen Kreischeulen. Sie kommt nur verhältnismäßig selten auf den Boden und ist im Wald überwiegend in Höhen über 10 Meter zu beobachten. Ihr Nahrungsspektrum besteht größtenteils aus Insekten und Spinnen. Vermutlich schlägt sie aber gelegentlich auch kleine Wirbeltiere. Sie nutzt Baumhöhlen als Nistgelegenheit. Ansonsten ist über ihre Fortpflanzungsbiologie nichts bekannt.

## Belege

### Einzelbelege
1. ↑   König et al., S. 301
2. ↑   König et al., S. 302